# Consulat général de France à Recife
Le consulat général de France à Récife est une représentation consulaire de la République française au Brésil. Il est situé sur l'Avenida Conselheiro Aguiar, à Recife, dans le Pernambouc.